# Kitty Kallen
Kitty Kallen (Philadelphia, 25 mei 1921 – Cuernavaca, 7 januari 2016) was een Amerikaanse zangeres, die in het bigbandtijdperk in verschillende orkesten zong. In de jaren vijftig had ze een grote hit met 'Little Things Mean a Lot'. Zij werd geboren als Katherine Kalinsky.

## Biografie
Na als meisje een talentenjacht te hebben gewonnen, zong ze in verschillende radio-shows, alvorens vocaliste te worden in enkele bekende bigbands. Ze zong bij Jan Savitt (1936), Artie Shaw (1938) en Jack Teagarden (1940). Ze trouwde met een klarinettist van Teagarden en toen de bandleider hem ontsloeg vertrok ze eveneens. Na een kort dienstverband bij Bobby Sherwood ging ze werken bij Jimmy Dorsey, waar ze Helen O'Connell verving die het orkest van Dorsey had verlaten. Ze zong hier duetten met Bob Eberly en was de zangeres van Dorsey's hit 'Bésame Mucho'. Toen Eberly in 1943 in dienst moest, sloot ze zich aan bij Harry James.
Kallen werd een populaire zangeres op de radio, in de film en in nachtclubs, maar verloor op het hoogtepunt van haar carrière haar stem. Ze maakte in 1954 een comeback met de hit 'Little Things Mean a Lot'. Dat jaar was ze de populairste zangeres in de polls van Billboard en Variety. Andere successen waren 'In the Chapel in the Moonlight' (1954) en een versie van 'True Love'. Pas in het begin van de jaren zestig had ze weer enkele hits: 'If I Give My Heart to You' en 'My Coloring Book'. Kallen was de eerste One Hit Wonder in Engeland die na een nummer één-notering, 'Little Things', hier geen hit meer wist te scoren.
In haar hoogtijdagen, waren enkele zangeressen actief onder de naam 'Kitty Kallen', waaronder een dame die in werkelijkheid Genevieve Angostinello heette.
Voor haar plaatopnames kreeg Kallen een ster op de Hollywood Walk of Fame. Haar werk is op verschillende verzamel-cd's opnieuw uitgebracht.
Kallen trok zich terug uit de muziek en woonde afwisselend in Englewood en Cuernavaca in Mexico, waar ze op 94-jarige leeftijd overleed.

## Discografie
- Kitty Kallen: Band Singer (alle Columbia-bigband-opnames van Kallen), Collectors' Choice Music
- Little Things Mean a Lot (opnames 1940-1954), Jasmine
- Little Things Mean a Lot (compilatie), ASV Living Era
- Our Lady Kitty Kallen (compilatie), Sepia Recordings
- Warm and Sincere (compilatie, werk uit de jaren vijftig), Sepia Recordings
- The Kitty Kallen Story (compilatie), Sony

- Biblioteca Nacional de España: XX1015067
- Bibliothèque nationale de France: cb13895828m (data)
- Gemeinsame Normdatei: 134421949
- International Standard Name Identifier: 0000 0000 5920 9133
- Library of Congress Control Number: n91098204
- MusicBrainz: 0822ea07-20f8-4740-a97a-a827cb6ce883
- Nationale Bibliotheek van Israël: 987007320259505171
- SNAC: w6qs7r92
- Virtual International Authority File: 54332839
- WorldCat: E39PBJghqW6hHvCpVdVtjdjwG3